# Henning Sloth Pedersen
Henning Sloth Pedersen (* 1. Oktober 1954 in Aarhus; † 16. September 2018) war ein dänischer Mediziner.

## Leben
Henning Sloth Pedersen besuchte das Gymnasium in Skive. Nach dem Schulabschluss wurde er Hilfslehrer für Sport und besuchte anschließend die Gymnastikhøjskole in Ollerup. Danach ging er zum Militär, wo er als Soldat nach Zypern gesendet wurde. Nach seiner Rückkehr wurde bei ihm Morbus Bechterew diagnostiziert. Er begann ein Medizinstudium an der Universität Aarhus. Als er während des Studiums nach Grönland reiste, war er so begeistert, dass er 1979 beschloss, das Studium pausieren zu lassen, um Hilfslehrer in Qaarsut zu werden. Zuvor hatte er in Dänemark auch Grönländisch studiert. 1986 schloss er seine medizinische Ausbildung ab und arbeitete anschließend in Schweden, auf den Färöern und schließlich in Grönland. Mit seiner grönländischen Frau Helene, die er 1996 heiratete, hatte er drei Kinder und zwei Stiefkinder, wobei einer der Söhne 1997 bei einem Unfall starb. Nach einem kurzzeitigen Wohnaufenthalt in Dänemark kehrte die Familie nach Grönland zurück. 2000 promovierte er in Aarhus. Anschließend war er Distriktsarzt in Nuuk. Von 2005 bis 2010 war er Dozent am Institut für Volksgesundheit an der Universität Aarhus und kurzzeitig auch Gastforscher an der Syddansk Universitet. Er spezialisierte sich auf die Erforschung von Nahrungsmittelverunreinigung von grönländischem Essen. Er verfasste im Laufe seiner Karriere über 100 wissenschaftliche Artikel. Später war er wegen seiner Krankheit an den Rollstuhl gebunden, praktizierte aber dennoch bis zum Schluss als Arzt. Am 22. Juni 2018 erhielt er den Nersornaat in Silber. Er starb wenige Monate später im Alter von knapp 64 Jahren.